# BMW 500 cc-zijspanracer

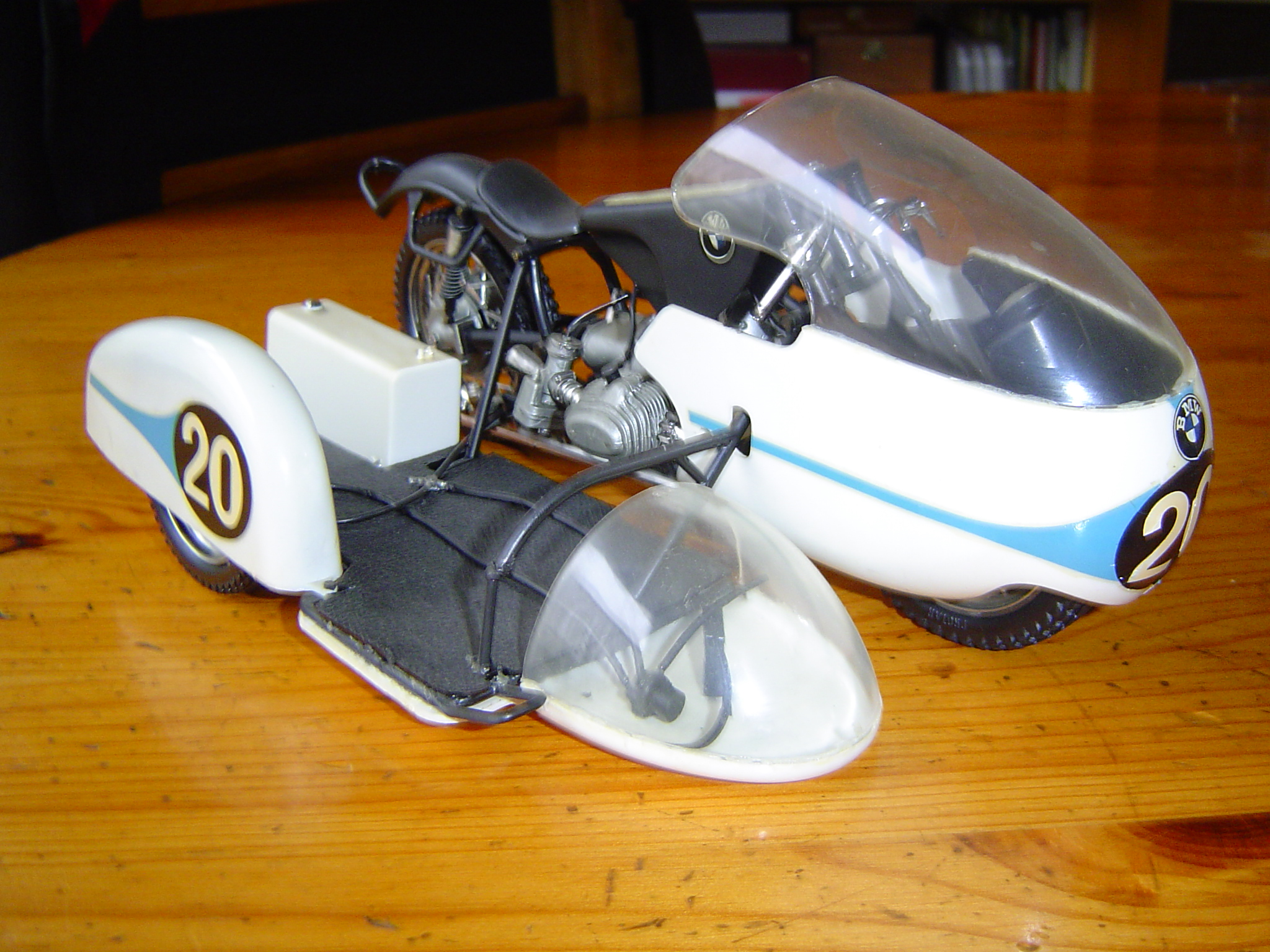
Protar-schaalmodel van de BMW-zijspanracer zoals die door Max Deubel en Emil Hörner werd gebruikt tussen 1961 en 1964

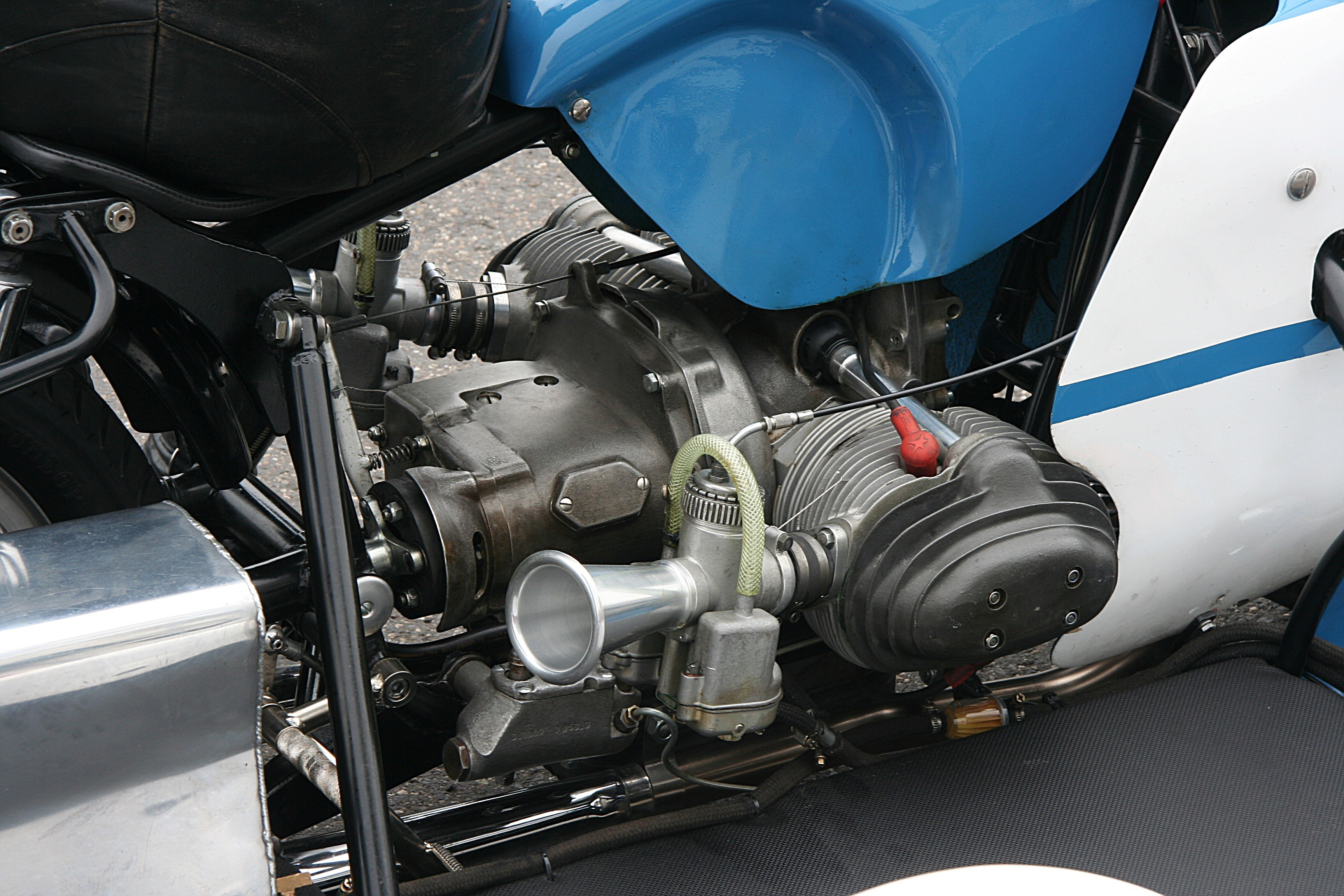
RS 54 motor in de 500cc-zijspancombinatie van Max Deubel en Emil Hörner

De BMW 500cc-zijspanracer is een zijspanrace-combinatie van het merk BMW.

## Voorgeschiedenis
Al voor de Tweede Wereldoorlog had BMW deelgenomen aan zijspanraces, maar de BMW-combinaties waren niet bijzonder succesvol. Na de oorlog, toen BMW nog uitgesloten was van internationale wedstrijden, was Norton onoverwinnelijk. Eric Oliver werd wereldkampioen in 1949, 1950, 1951 en 1953 en in 1952 was het de Norton van Cyril Smith. In 1953 waren de BMW's al veel dichter bij de titel gekomen, met rijders als Willy Noll en Ludwig Kraus. Dat was deels te danken aan de komst van de RS 53 soloracer. Daarvoor was niet alleen een koningsasblok ontwikkeld, maar ook een swingarm achtervork. De machine werd uitgerust met de Earles-voorvork, die tot op de dag van vandaag voor zijspancombinaties gebruikt wordt. Het was nog niet genoeg voor de wereldtitel, maar voor de 500cc-soloracer van 1954 was brandstofinjectie ontwikkeld, waar de zijspannen ook hun voordeel mee deden. De combinatie uit 1953 leverde nog ca. 50 pk, ongeveer vergelijkbaar met de concurrentie, maar dit nieuwe blok leverde liefst 60 pk. Daarmee begon een zegetocht in de zijspanklasse die tot 1974 zou duren.

## 1954-1974: 19 individuele wereldtitels, 20 merkentitels
Met de brandstofinjectie haalde een solo-motorfiets een topsnelheid van ± 230 km/h. Dat motorblok leidde in 1954 tot de eerste wereldtitel voor Willy Noll met bakkenist Fritz Cron. De Norton rijders Eric Oliver en Cyril Smith werden nog 2e en 3e, maar daarachter volgden Scheider en Fritz Hillebrand op BMW's. Willy Noll nam zijn machine mee naar het circuit van Montléry en werd daar de eerste die met een zijspancombinatie meer dan 100 mijl in één uur reed. In 1955 zag BMW af van het gebruik van brandstofinjecie, maar toch werd BMW rijder Willy Faust met bakkenist Karl Remmert wereldkampioen vóór Noll en Scheider. In 1956 kwam de injectie weer terug en Noll werd weer wereldkampioen. In de volgende jaren werden de BMW combinaties uiteraard steeds verbeterd. Soms gaf BMW fabriekssteun aan een aantal rijders, maar niet altijd. In veel gevallen werden langeslagmotoren gebruikt (boring x slag 66 x 72mm) zoals gebruikt in de RS 500-fabrieksracer, soms vrijwel vierkante motoren (68 x 68mm) zoals gebruikt in de RS 53 en RS 54-productieracers en soms korteslagmotoren (70 x 64mm). In de jaren vijftig waren de zijspancombinaties al aanmerkelijk lager gebouwd dan de soloracers, doordat de tanks steeds lager geplaatst werden. Toen deze uiteindelijk naar het zijspan verhuisden ontstonden de kneelers, bijzonder laag gebouwde combinaties waarbij de coureur praktisch plat op de motor lag. Dat had een aantal voordelen: Accu en tank in het zijspan zorgden ervoor dat daar meer gewicht lag, zodat het omslaan in bochten werd tegengegaan, aerodynamisch was het natuurlijk veel beter en de bakkenist kon veel gemakkelijker over de motor klimmen om voor de juiste balans in bochten te zorgen, of om bij het accelereren druk op het achterwiel te geven. In de jaren zestig was er een volledig hydraulisch remsysteem aan boord, dat op drie wielen werkte. Een elektrische brandstofpomp was uiteraard nodig om de benzine uit het zijspan naar de carburateurs te pompen. De BMW's waren twintig jaar lang bijna ongenaakbaar. Alleen in 1968 en 1971 werd hun zegetocht onderbroken. In 1968 door Helmut Fath en Wolfgang Kalauch. Fath was in 1960 nog kampioen op BMW geworden. Hij had inmiddels zijn eigen URS-combinatie met een viercilinderlijnmotor gebouwd, die hij noemde naar zijn woonplaats Ursenbach. Die combinatie verkocht hij aan zijn sponsor Friedl Münch. Die zette de machine in in races en in 1971 werd Horst Owesle er kampioen mee. Hij gebruikte in dat jaar twee bakkenisten: Peter Rutterford en Julius Kremer. Vanaf 1974 kon BMW niet meer opboksen tegen de opkomende tweetaktmotoren. Aanvankelijk door Rolf Steinhausen en Joseph Huber op een König, in 1975 door dezelfde rijders op een Yamaha. De Yamaha blokken kwamen uit de Yamaha YZR 500-racers, waarmee Giacomo Agostini in hetzelfde jaar wereldkampioen was. In de volgende jaren zouden deze motoren (of daarvan afgeleide zelfbouwmotoren zoals de LCR-Yamaha, Fowler-Yamaha, Windle-Yamaha, Seymaz-Yamaha en TTM-Beo) de dienst uitmaken in de zijspanklasse. Toch kwam BMW in 1976 terug met een nieuwe motor. Deze was ontwikkeld door Mike Krauser en BMW constructeur Willy Roth. De machine had vier kleppen per cilinder en brandstofinjectie, maar door de FIM eis van maximaal 75 decibel viel het vermogen terug naar 75 pk. Tegen de inmiddels 100 pk sterke Yamaha's viel geen eer meer te behalen.

### Apfelbeck-BMW
In 1967 begon de inmiddels gepensioneerde BMW-constructeur Ludwig Apfelbeck met het tekenen van een nieuwe motor voor zijspancoureur Siegfried Schauzu. Schauzu was een veelbelovend coureur, die zich echter als privérijder moest behelpen met gebruikte motoren van Deubel en Scheidegger. De Apfelbeck BMW was meer dan bijzonder. Hij had een middenlager op de krukas, iets waar vele coureurs al op hadden aangedrongen, maar dat door BMW nooit was toegepast. De DOHC-motor had vier radiaal geplaatste kleppen per cilinder. De koningsas dreef van elke cilinder de bovenste nokkenas aan, waarna drie tandwielen de onderste nokkenas bedienden. In eerste instantie had elke cilinder zelfs twee carburateurs, een latere versie had er per cilinder slechts een. Uiteindelijk werd een vermogen van 75 pk gehaald. Er werd in 1970 en 1971 aan het project gewerkt, maar het werd te duur en voor het helemaal doorontwikkeld was kwam het project ten einde.

### Wereldkampioenen op BMW
1954 Wilhelm Noll/Fritz Cron
1955 Willy Faust/Karl Remmert
1956 Wilhelm Noll/Fritz Cron
1957 Fritz Hillebrand/Manfred Grunwald
1958 Walter Schneider/Hans Strauß
1959 Walter Schneider/Hans Strauß
1960 Helmut Fath/Alfred Wohlgemuth
1961 Max Deubel/Emil Hörner
1962 Max Deubel/Emil Hörner
1963 Max Deubel/Emil Hörner
1964 Max Deubel/Emil Hörner
1965 Fritz Scheidegger/John Robinson
1966 Fritz Scheidegger/John Robinson
1967 Klaus Enders/Ralf Engelhardt
1969 Klaus Enders/Ralf Engelhardt
1970 Klaus Enders/Ralf Engelhardt
1972 Klaus Enders/Ralf Engelhardt
1973 Klaus Enders/Ralf Engelhardt
1974 Klaus Enders/Ralf Engelhardt

## Technische gegevens 1961-1964
| Periode         | 1961-1964                              | 1961-1964                              | 1961-1964                              |
| Coureur         | Max Deubel                             | Max Deubel                             | Max Deubel                             |
| Bakkenist       | Emil Hörner                            | Emil Hörner                            | Emil Hörner                            |
| Categorie       | zijspanracer                           | zijspanracer                           | zijspanracer                           |
| Motortype       | kopklepmotor                           | kopklepmotor                           | kopklepmotor                           |
| Bouwwijze       | langsgeplaatste tweecilinderboxermotor | langsgeplaatste tweecilinderboxermotor | langsgeplaatste tweecilinderboxermotor |
| boring          | 66 mm                                  | 66 mm                                  | 66 mm                                  |
| slag            | 72 mm                                  | 72 mm                                  | 72 mm                                  |
| Cilinderinhoud  | 492,7 cc                               | 492,7 cc                               | 492,7 cc                               |
| Max. Vermogen   | 48 kW/65 pk bij 10.000 tpm             |                                        |                                        |
| Topsnelheid     | ca. 210 km/h                           |                                        |                                        |
| Aandrijving     | cardanas                               | cardanas                               | cardanas                               |
| Rijwielgedeelte | dubbel wiegframe, buisframe            | dubbel wiegframe, buisframe            | dubbel wiegframe, buisframe            |